# قلمرو میتو
قلمرو میتو ژاپنی: 水戸藩  Mito-han، یکی از قلمروهای ژاپن فئودالی در دوره ادو بود. این قلمرو بخشی از ولایت هیتاچی بود که امروزه این ولایت استان ایباراکی نامیده می‌شود.

## اصلاحات نهمین ارباب توکوگاوا ناری‌آکی
توکوگاوا ناری‌آکی نهمین ارباب قلمرو میتو با همکاری عضو ارشد شورا (روجو)، میزونو تاداکونی، به یک «سیاستمدار» تبدیل شد.
ناری‌آکی علاوه بر انجام اصلاحات متعدد در حکومت قلمرو، مانند نقشه‌برداری زمین توسط فوجیتا توکو، ساخت کودوکان و بومی‌سازی سامورایی‌ها، توکوگاوا ناری‌آکی تقریباً ۲۰۰ نفر از ملازمان خود را که در 
عمارت‌ اربابی در قلمرو میتو ساکن بودند، به استان‌های زادگاهشان فرستاد تا در هزینه‌ها صرفه‌جویی کرده و حکومت قلمرو را متحد سازد. با موفقیت‌آمیز بودن این اصلاحات، ناری‌آکی به حکومت شوگون‌سالاری علاقه‌مندتر شد و در سال ۱۸۳۸، مقاله‌ای طولانی با عنوان بوجو فوجی به شوگون‌سالاری ارائه داد. این کتاب به انتقاد و ارائه راه‌حل برای مسائل پیش روی آن زمان، مانند رشوه‌خواری گسترده و سایر بی‌بندوباری‌های اخلاقی، مشکلات دیپلماتیک، مسائل مالی و فعالیت‌های تجاری بیش از حد، پرداخت و شوگون‌سالاری را ترغیب کرد تا با الهام از قلمرو میتو، اصلاحاتی را انجام دهد.
بعدها، این بوجو فوجی و تفسیر آن تدوین و منتشر شد و به‌طور گسترده در بین سامورایی‌ها در سراسر ژاپن پخش شد. علاوه بر این، میزونو تاداکونی، یکی از مشاوران ارشد روجو شوگون‌سالاری در آن زمان، پاسخی مودبانه برای ناری‌آکی فرستاد و تمایل خود را به پذیرش اصلاحات پیشنهادی نشان داد. در سال ۱۸۳۹، میزونو به عنوان رئیس شورای شوگون‌سالاری منصوب شد و قدرت واقعی شوگون‌سالاری را در دست گرفت. او تحت تأثیر ایده‌های ناری‌آکی، اصلاحات تنپو را آغاز کرد که شامل بازسازی امور مالی دولت، ممنوعیت تجمل‌گرایی و ترویج کشاورزی بود.
با این حال، میزونو همچنین مواضعی متفاوت از ناری‌آکی اتخاذ کرد. نمونه بارز این امر زمانی بود که او  فرمان دفع کشتی‌های خارجی  را که در سال ۱۸۲۵ صادر شده بود، تعدیل کرد و دستور تأمین هیزم و آب را در سال ۱۸۴۲ صادر کرد که منجر به سیاست آشتی‌جویانه‌تری نسبت به بیگانگان شد. ناری‌آکی که از طرفداران سیاست دفاع ملی فعال بود، طبیعتاً از سیاست خارجی میزونو تاداکونی خشمگین شد، اما این به معنای از بین رفتن رابطه همکاری این دو نفر نبود.
ناری‌آکی با روابط خوبش با شوگون‌سالاری، با شخصیت قاطع و شیوهٔ بیان صریح خود، پیروان بسیاری به دست آورد و به عنوان «رهبر گوسانکه»  (سه خاندان اصلی توکوگاوا) و «معاون شوگون که به عنوان مشاور شوگون‌سالاری عمل می‌کرد» مورد ستایش قرار گرفت. این امر به یکی از پایه‌های ترویج اصلاحات در حکومت شوگون‌سالاری توسط او تبدیل شد. از این جهت، ناری‌آکی موفق بود، اما تاکتیک‌های تهاجمی و حمله‌های او به اقتدار سنتی، چه در قلمرو میتو و چه در سیاست ملی، دشمنان زیادی برایش درست کرد. جناح محافظه‌کار قلمرو میتو از اصلاحات خوشش نمی‌آمد و از محدودیت‌های فرمان صرفه‌جویی و ارتقای سامورایی‌های رده پایین مانند فوجیتا توکو رنجیده بود. در تمپو ۱۰، بیش از ۷۰ نفر درخواست لغو اصلاحات و به تعویق افتادن ورود برنامه‌ریزی‌شده ناری‌آکی به قلمرو را مطرح کردند.
در جبهه شوگون‌سالاری، موقعیت روجو میزونو در مواجهه با سیاست‌های پیچیده جناحی قوی نبود و نارضایتی رو به افزایش بود، زیرا اصلاحات شوگون‌سالاری نیز سردرگمی‌هایی را به همراه داشت. بنابراین، با وجود همکاری نسبی میزونو، فضای سیاسی در ادو و میتو برای ناری‌آکی پایدار نبود.

## استعمار ازو و سقوط
اگرچه ناری‌آکی اصلاحات مالی و ترویج کشاورزی را پیش برد، اما نتوانست به وخامت مالی قلمرو میتو پایان دهد. او برای افزایش درآمد قلمرو، طرح بلندپروازانه‌تری برای افزایش دارایی‌های قلمرو با توسعه ازو ارائه داد. از زمان دومین ارباب فئودال، میتسوکونی، ازو (هوکایدوی کنونی 蝦夷地) مکانی بود که قلمرو میتو برای تجارت در آن هدف‌گذاری کرده بود. ناری‌آکی که از این موضوع آگاه بود، از سال ۱۸۳۴ به بعد چندین بار طرح‌های توسعه ازو را به شوگون‌سالاری ارائه داد و بارها اهداف مختلف خود را مطرح کرد.
اول، او بر دفاع ملی تأکید کرد. او تأکید کرد که ازو مکان مهمی برای امنیت ملی ژاپن است و از شوگون‌سالاری خواست تا بار دیگر طرحی را برای اداره ازو دنبال کند که تقریباً همزمان با شروع پیشروی روسیه به سمت جنوب در پایان قرن هجدهم در نظر گرفته شده بود. او اظهار داشت که آسیب‌پذیری دفاع از «دروازه شمالی» در برابر تهدید روسیه «بلای بزرگی برای ملت الهی» است و تلویحاً گفت که اگر شوگون‌سالاری سیاست دفاع فعالی اتخاذ نکند، در معرض خطر تحقیر توسط کشورهای خارجی قرار خواهد گرفت. ناری‌آکی از «تشویق مهاجرت برای کشاورزی و سایر اهداف و آوردن سرزمین‌های قوم آینو مانند ازو، جزایر کوریل و ساخالین به‌طور کامل تحت حاکمیت ژاپن» حمایت می‌کرد. با این حال، در سال ۱۷۹۹، شوگون‌سالاری ازو را به یک تنریو (سرزمینی تحت کنترل مستقیم شوگون‌سالاری ادو ) تبدیل کرد، اما در سال ۱۸۲۱ آن را به قلمرو ماتسومائه بازگرداند. به عبارت دیگر، شوگون‌سالاری در گذشته در تلاش‌های خود برای تحت کنترل مستقیم قرار دادن این منطقه شکست خورده بود.
اگرچه شوگون‌سالاری نیاز به توسعه ازو را تشخیص داد، اما از پذیرش پیشنهاد جسورانه‌ای که ناری‌آکی در سال ۱۸۳۵ ارائه داد، اکراه داشت. پیشنهاد ناری‌آکی این بود که قلمرو میتو به دست پسر ارشدش سپرده شود و ناری‌آکی به همراه خانواده‌اش به ازو نقل مکان کند. او به‌طور خاص قصد داشت ملازمان جوان، کشاورزان و صنعتگران را از میتو بگیرد، یک قلعه و شهری در ازو بسازد، آن را به مرکز یک مستعمره وسیع تبدیل کند و ازو را به یک منطقه بزرگ تولیدکننده غلات تبدیل کند که کلید دفاع از مرز شمالی ژاپن خواهد بود. ناری‌آکی بارها از شوگون‌سالاری خواست که این نظر را در نظر بگیرد، اما اعضای ارشد شورا (روجوها)، اوکوبو تادازانه و میزونو تاداکونی، از ابتدا تا انتها رویکردی مبهم داشتند. از درون شوگون‌سالاری انتقاداتی وجود داشت مبنی بر اینکه ناری‌آکی می‌تواند با ایجاد پایگاه خود در شمال، به تهدیدی بالقوه برای شوگون‌سالاری تبدیل شود.

## حبس خانگی در اقامتگاه اربابی میتو در ادو
با وجود شرایط:
- وجود نیروهای ضد اصلاحات در قلمرو میتو
- تنش با شوگون‌سالاری
- برنامه‌هایی برای توسعه ازو که می‌تواند به عنوان مدرکی برای جاه‌طلبی ارضی مورد استفاده قرار گیرد

اکنون شرایط سقوط ناری‌آکی فراهم شده بود و طولی نکشید که نیروهای ضد ناری‌آکی دست به ضدحمله زدند. در سال ۱۸۴۳، میزونو تاداکونی که تا حدی همکاری خود را با شوگون حفظ کرده بود، سرنگون شد و جناح ضد اصلاحات به خط مقدم شوگون‌سالاری بازگشت.ناری‌آکی که به عنوان «ملاحظه ویژه شوگون‌سالاری» اجازه اقامت پنج یا شش ساله در قلمروی خود را دریافت کرده بود و به راحتی از سیاست ادو دور نگه داشته شده بود، در ماه مه ۱۸۴۴ به ادو فراخوانده شد و به او دستور داده شد که در حبس خانگی بازنشسته شود (تنپو ۱۵). دستور کناره‌گیری یک ارباب فئودال در مورد قلمروهای فئودالی کوچک یا دایمیوهای خارجی توسط شوگون‌سالاری غیرمعمول نبود، اما این دستور برای رئیس یکی از خانواده‌های گوسانکه تقریباً بی‌سابقه بود.
دلایل رسمی این مجازات عبارت بودند از: ۱. ساختتوپ (جنگ‌افزار)  و شلیک تفنگ، ۲. ادعاهای دروغین مبنی بر مشکلات مالی، ۳. سوءظن به وابستگی به ازو، ۴. احضار رونین‌ها، ۵. تغییرات در آیین‌های معبد میتو توشوگو، ۶. تخریب معابد، و ۷. ارتفاع کناره‌های کودوکان (سوءظن به ساخت و ساز غیرمجاز)، و همچنین پنج دلیل دیگر، از جمله شکار پرندگان.
ناری‌آکی با بیان تک تک دلایل خود، با انجام این جرم‌ها مخالفت کرد، اما شوگون‌سالاری او را جدی نگرفت. اگرچه او ناراضی بود، ناری‌آکی مقام اربابی قلمرو را به پسر ارشد ۱۳ ساله‌اش، توکوگاوا یوشی‌آتسو، واگذار کرد و خود در اقامتگاه اربابی  قلمرو میتو در ادو، در حصر خانگی به سر برد.
در نتیجه، اکثر اصلاح‌طلبانی که از چهره‌های مهم در این قلمرو بودند، مانند فوجیتا توکو (藤田東湖)، [آیزاوا سیشیسای]] (会沢正志斎) و تودا چودایو (戸田蓬軒)  ، برکنار و تحت بازداشت خانگی یا زندان قرار گرفتند. سپس جناح محافظه‌کار خاندان، کنترل دولت قلمرو را به دست گرفت و اصلاحات ناری‌آکی متوقف شد.

## کارزار پاکسازی سرزمین توسط اربابان فئودال و کشاورزان
وقتی خبر مجازات ناری‌آکی به قلمرو میتو رسید، اصلاح‌طلبان جنبشی را برای رفع اتهام‌های دروغین آغاز کردند. در ژوئیه ۱۸۴۴، گروهی از کشاورزان به ادو سفر کردند و از اقامتگاه‌های هر قلمرو بازدید کردند تا بی‌گناهی ناری‌آکی را به اثبات برسانند. در مرحله بعد، سامورایی‌های اصلاح‌طلب که مجازات نشده بودند نیز به ادو رفتند و دادخواست‌هایی را به شوگون‌سالاری ارائه کردند و کاهنان نیز برای درخواست عفو ناری‌آکی، مبارزه را در ادو آغاز کردند. اگرچه ناری‌آکی از این جنبش تشویق شد، اما او همچنین از طریق دفتر قلمرو و دفتر قاضی اطلاعیه‌هایی صادر کرد تا سامورایی‌ها و کشاورزان را از سفر به ادو منصرف کند، زیرا نمی‌خواست اقدامی انجام دهد که قلمرو میتو را به خاطر موضوعی که بر حرفه شخصی خودش تأثیر می‌گذاشت، نابود کند. زیرا این ترس وجود داشت که واکنش بیش از حد آنها، شوگون‌سالاری را که تصمیم غیرمعمولی برای بازنشستگی و اقامت در دوران بازنشستگی گرفته بود، تحریک کند و شوگون‌سالاری ممکن است اقداماتی مانند تنزل مقام یا کاهش عناوین را انجام دهد.
۱۰۰ روز پس از آنکه ناری‌آکی در حصر خانگی قرار گرفت، شوگون‌سالاری شرایط حبس او را تا حدودی تسهیل کرد، اما او را آزاد نکرد. در این مدت، جنبش پاکسازی سرزمین از بی‌عدالتی همچنان گسترش یافت و برخی از سامورایی‌ها و مردم عادی از میتو برای مبارزه به ادو رفتند و باعث ایجاد آشوب در بخش‌هایی از شهر شدند. در ۱۶ اکتبر، حدود ۴۰۰۰ کشاورز از بخش جنوبی قلمرو میتو در سنزوکوهارا (شهر میتو) و حدود ۵۰۰۰ کشاورز از مناطق دیگر در شیمیزوهارا (شهر ناکا) گرد هم آمدند تا خواستار آزادی ناری‌آکی شوند. در میان آنها گروهی از افراد صالح بودند که قصد رفتن به ادو را داشتند. شایعاتی پخش شده بود مبنی بر اینکه این کار توسط سامورایی‌های اصلاح‌طلب تحریک شده است، اما بیشتر دهقانان به خواست خود جمع شده بودند و این به وضوح نشان می‌داد که عشق ناری‌آکی به مردمش و نگرانی او برای مناطق روستایی، حمایت گسترده‌ای را در روستاها برای او به ارمغان آورده بود. این لشکرکشی موفقیت‌آمیز بود، زیرا مجازات ناری‌آکی در پایان نوامبر، ۲۰۰ روز پس از اعمال آن، لغو شد. دهقانان و سامورایی‌هایی که در لشکرکشی برای پاکسازی سرزمین از بی‌عدالتی شرکت کرده و به ادو رفته بودند، مجازات مشخصی دریافت کردند، اما آنها به عنوان وفاداران واقعی دیده می‌شدند.

## پایان حبس خانگی
در میان اصلاح‌طلبان، گروهی میانه‌رو به نام «جناح ریو» وجود داشت که در جنبش برای رفع بی‌عدالتی فعال نبود و در عوض از حاشیه نظاره‌گر بود. اصلاح‌طلبان به «جناح تنگو» که به دنبال «نابودی بی‌وفایی و بی‌عدالتی» بود و «جناح میانه‌رو ریو» تقسیم شدند و جناح محافظه‌کار به عنوان دشمن مشترک هر دو گروه به وجود آمد.
بنابراین، اختلافات ایدئولوژیک در قلمرو میتو گسترش یافت. اگرچه ناری‌آکی از حبس خانگی آزاد شد، اما به او اجازه داده نشد که مانند گذشته رهبری سیاست را به دست بگیرد. پسرش یوشی‌آتسوی جوان فقط اسماً ارباب قلمرو بود و قدرت واقعی در قلمرو در دست جناح محافظه‌کار بود. جناح محافظه‌کار، از ترس اقدامات ناری‌آکی و اصلاح‌طلبان، بسیاری از سامورایی‌های اصلاح‌طلب را مجازات کرد و جاسوسانی نزدیک به ناری‌آکی که بازنشسته شده بود، فرستاد تا او را زیر نظر داشته باشند. در پاسخ، ناری‌آکی مجموعه‌ای از حروف کانجی به نام «شینهاتسو کانا» را اختراع کرد و از آنها به عنوان رمزی برای تبادل نامه با هوادارانش استفاده کرد. حامیان ناری‌آکی روش‌های مختلفی را برای بازگرداندن ناری‌آکی به حکومت قلمرو امتحان کردند، از جمله توسل مستقیم به چهره‌های مهم در قلمرو میتو، سه شاخه اصلی خانواده‌های اوواری و فوکوشیما، شوگون‌سالاری و دایمیوهای قلمروهای مختلف.
با این حال، اگرچه صداهای همدردی زیادی وجود داشت، اما هیچ حرکتی برای حمایت از ناری‌آکی تا جایی که علیه شوگون‌سالاری برخیزد، وجود نداشت. سپس، بیش از یک سال بعد، در بهار ۱۸۴۶، کورسوی امیدی از طریق کمک یک خدمتکار که پزشک دربار بود، شروع به درخشیدن کرد. دختر یک سامورایی سابق اصلاح‌طلب از قلمرو میتو، ناکامورا هیزابورو، برای گِنِکی، پسر ساکا گِنِیو، پزشک دربار در اواوکو (حرمسرا یا کاخ داخلی قلعه ادو)، کار می‌کرد. پدر و پسر ساکا، که با ناری‌آکی همدردی می‌کردند، به هواداران او هشدار دادند که «دادخواست‌های اجباری فقط برای شوگون دردسرساز خواهد شد»، اما همچنین توصیه کردند که «یک رویکرد مودبانه‌تر و مؤثرتر این است که خدمتکاران اواوکو را متقاعد کنند تا ناری‌آکی را از جنایاتش تبرئه کنند.» اصلاح‌طلبان نصیحت ساکا را پذیرفتند. خانواده میتو توکوگاوا از طریق فرزندخواندگی و ازدواج با خانواده شوگون و اربابان قدرتمند فئودال ارتباط داشتند، بنابراین با ندیمه‌های اواوکو نیز ارتباط داشتند. با سوءاستفاده از این موضوع، ناری‌آکی خودش هدایایی فرستاد و از آنها خواست تا پیام را به شوگون، توکوگاوا ایه‌ناری، برسانند.
با این حال، این طرح به دلیل وضعیت سیاسی داخلی اواوکو به بن‌بست رسید. دو زنی که بالاترین مناصب را در اواوکو داشتند، آنه‌نوکوجی   و میهونو ، بزرگان اواوکو، رقیب یکدیگر بودند و مذاکرات حساس شد. در نهایت، پیشنهاد ناری‌آکی تنها پاسخی مبهم دریافت کرد و حامیان او چاره‌ای جز تسلیم شدن در مسیر پیچیده و مرموز اواوکو نداشتند.

## به عنوان یک «منبع ضروری» در برابر تهدیدات خارجی
در حالی که لابی‌گری برای بازگرداندن ناری‌آکی به قدرت در اواوکو (حرمسرای قلعه ادو) در جریان بود، رویدادهایی در دوردست‌ها شروع به تغییر اوضاع سیاسی در ژاپن می‌کردند.
پس از آنکه بریتانیا در جنگ‌های تریاک در سال ۱۸۳۵ دودمان چینگ را شکست داد، تعداد فزاینده‌ای از کشورهای غربی به دنبال گشودن مرزها و تجارت خود بودند. گسترش قدرت امپریالیستی غرب با شدت و حدت جدیدی به شرق آسیا می‌رسید. شوگون‌سالاری دیگر نمی‌توانست به دفع قدرت‌های خارجی ادامه دهد و نیاز داشت تا بهترین تخصص دفاعی و دیپلماتیک خود را برای مقابله با آنها به کار گیرد. ناری‌آکی وارد می‌شود. در آن زمان، ناری‌آکی تنها فردی بود که توانایی رهبری دفاع ژاپن در برابر قدرت‌های غربی را داشت. ناری‌آکی به خاطر موضع دفاعی قوی خود شناخته می‌شد و از شوگون‌سالاری خواسته بود تا اصلاحات نظامی و سیاست قاطعی برای طرد کشتی‌های خارجی اجرا کند. پیشنهادهای او برای اصلاحات نظامی در قلمرو میتو و تأسیس منطقه ازو، اعتبار او را بیش از پیش افزایش داد.
ناری‌آکی با آگاهی از نفوذ فزاینده کشورهای غربی در دهه ۱۸۴۰، نامه‌های مکرری به عضو ارشد شورا، آبه ماساهیرو، فرستاد و درخواست کرد اسنادی مانند نامه حاکمیت پادشاه هلند را ببیند و نظر خود را در مورد چگونگی واکنش به ورود کشتی‌های بریتانیایی و فرانسوی ابراز کرد. در سال ۱۸۴۵، زمانی که دریاسالار آمریکایی جیمز بیدل به سواحل خلیج ادو رسید، ناری‌آکی کم‌کم داشت خود را به عنوان مشاور برجسته در دفاع دریایی تثبیت می‌کرد.
آبه ماساهیرو در سال ۱۸۴۱ پس از برکناری میزونو تاداکونی به عنوان مشاور ارشد منصوب شد و به قدرت رسید. آبه در مرکز تلاش‌های شوگون‌سالاری برای مجازات ناری‌آکی قرار داشت، اما او همچنین تشخیص داد که ناری‌آکی در مواجهه با نیاز روزافزون به پاسخگویی به تهدیدهای خارجی، فردی ضروری است. در سال ۱۸۴۷، پس از ورود جیمز بیدل، آبه ماساهیرو ترتیبی داد تا هفتمین پسر ناری‌آکی، توکوگاوا یوشینوبو، وارث خاندان هیتوتسوباشی توکوگاوا، یکی از سه شاخه خاندان توکوگاوا، شود و او را کاندیدای شوگون شدن در شوگون‌سالاری کرد. از این نقطه به بعد، رابطه بین شوگون‌سالاری و قلمرو میتو شروع به ترمیم کرد.
در سال ۱۸۴۸، آبه ماساهیرو از دولت قلمرو میتو که توسط جناح‌های محافظه‌کار کنترل می‌شد، انتقاد کرد و مجازات اصلاح‌طلبان را اندکی تخفیف داد. در اواسط سال ۱۸۴۹، او به ناری‌آکی اجازه داد تا در سیاست‌های قلمرو شرکت کند.
در دسامبر ۱۸۴۸، تصمیم گرفته شد که شاهدخت تاکاکوجوئو (幟子女王 ) دختر شاهزاده آریسوگاوا تاکاهیتو  از خاندان  آریسوگاوا نو میا توسط دوازدهمین شوگون، توکوگاوا ایه‌ناری، به فرزندی پذیرفته شود و با توکوگاوا یوشی‌آتسو، ارباب قلمرو میتو، ازدواج کند و در سپتامبر سال بعد، شوگون توکوگاوا ایه‌ناری از اقامتگاه کویشیکاوا متعلق به قلمرو میتو در ادو بازدید کرد.
سپس، در پایان پنجمین سال دوران کایی (۱۸۵۲)، شوگون ایه‌شی، ناری‌آکی را به قلعه ادو دعوت کرد. این نشان از بازسازی کامل روابط بود. در ژوئن سال بعد، دریاسالار متیو پری با نامه‌ای شخصی از رئیس‌جمهور ایالات متحده، میلارد فیلمور، وارد خلیج ادو شد و در آن از ژاپن خواست تا مرزهای خود را به روی جهان باز کند.
می‌توان گفت که بازگشت ناری‌آکی به قدرت درست قبل از «هرج و مرج بزرگی که قرار بود در راه باشد» اتفاق افتاد. آبه برای دریافت توصیه‌های او، ناری‌آکی را در ژوئن ۱۸۵۳ به عنوان مشاور شوگون‌سالاری در دفاع ساحلی منصوب کرد. در همان زمان، او نظرات دایمیوها را در سراسر ژاپن برای مقابله با وضعیت فعلی جویا شد. برای بیش از ۲۰۰ سال، دیپلماسی قلمرو در انحصار شوگون‌سالاری بود و شکستن این رویه، حرکتی خطرناک بود که قدرت دیپلماتیک شوگون‌سالاری را تضعیف می‌کرد. با این حال، جمع‌آوری هرچه بیشتر نظرات و پاسخ بر اساس آن، راه صادقانه‌ای برای پاسخگویی در آن زمان بود.
ناری‌آکی که به عنوان مشاور دفاع ساحلی منصوب شده بود، فوجیتا توکو و تودا چودایو را از حبس آزاد کرد و به آنها دستور داد تا به مقام دفاع ساحلی کمک کنند. در ماه ژوئیه، او یک پیشنهاد ده ماده‌ای و در ماه اوت، یک پیشنهاد سیزده ماده‌ای ارائه داد که بعداً در کتاب «دفاع ساحلی گوسون» گردآوری شد.
این توصیه‌ها شامل «اجرای اصلاحات جامع برای آمادگی برای جنگ»، «تصمیم‌گیری بین صلح یا نبرد سرنوشت‌ساز»، «به‌کارگیری مردم عادی به عنوان سرباز برای دفاع از ساحل» و «استفاده از مانورهای دیپلماتیک برای خرید زمان تا زمانی که ژاپن بتواند دفاع خود را آماده کند» بود.
علاوه بر این، پس از تصمیم‌گیری در مورد سیاست، او خواستار صدور فرمان رسمی برای اتحاد کل کشور شد که در نوامبر همان سال اجرا شد. ناری‌آکی همچنین از شوگون‌سالاری درخواست کرد که کنترل مستقیم بر ازو را به او واگذار کند، درخواستی که سال‌ها توسط ارباب میتو مطرح شده بود. در نتیجه، در سال ۱۸۵۵، ازو به قلمرو شوگون‌سالاری تبدیل شد و فراخوان توسعه به‌طور گسترده صادر شد. قلمرو میتو درگیر مدیریت تبادل محصول در منطقه ایشیکاری شد. رهبری ناری‌آکی، سامورایی‌های ادو و مردم عادی را که از ورود کشتی‌های سیاه نگران بودند، هیجان‌زده کرد، تا جایی که چاپ‌های چوبی که ناری‌آکی را به عنوان یک شوگون نشان می‌دادند، رواج یافت.
سامورایی‌ها و مردم عادی که چندین سال صرفه‌جویی و منع تجمل‌گرایی ناری‌آکی را به سخره گرفته بودند، اکنون در فضایی از تنش بیرونی شدید، ناری‌آکی را با حالتی دعاگونه به سطح یک شیء پرستش ارتقا دادند. به نظر می‌رسید نقشه ناری‌آکی برای «توسل به ملت برای تقویت بنیه دفاعی خود» در حال عملی شدن است.
شهرت ناری‌آکی به عنوان یک محافظ قوی از ادو فراتر رفت و به بقیه ژاپن رسید و اتحادهایی بین او و اربابان قلمروهای اچیزن، ساتسوما، اوواجیما و توسا شکل گرفت. اربابان و رهبران این قلمروها آثار ناری‌آکی و دانشمندان میتو را خوانده بودند و دیدگاه مشترکی در مورد اعطای حق اظهار نظر به رهبران توانمند، ایجاد اصلاحات و ساختن ملتی که بتواند در برابر تهدیدات خارجی مقاومت کند، داشتند.
در همین حال، در قلمرو میتو، ناری‌آکی اصلاحات نظامی، آموزشی و مذهبی را که در طول هشت سال حکومت محافظه‌کاران متوقف شده بود، از سر گرفت. او موضع محکمی علیه محافظه‌کاران گرفت و بسیاری از آنها را در حصر خانگی قرار داد یا از سمت‌هایشان تبعید کرد که این امر خشم آنها را برانگیخت.
در همین حال، شایعاتی مبنی بر توطئه‌ای برای ایجاد اختلاف بین ارباب سابق، ناری‌آکی، و ارباب فعلی، پسرش توکوگاوا یوشی‌آتسو، منتشر شد. در واقع، محافظه‌کاران استدلال می‌کردند که حکومت ناری‌آکی بیشتر سامورایی‌های میتو را کنار گذاشته است و یوشیاتسو را به بی‌انصافی و یک‌جانبه‌گرایی متهم می‌کردند.
با این حال، علیرغم مخالفت جناح محافظه‌کار، ناری‌آکی با اشتیاق بیشتری نسبت به قبل به پیشبرد اصلاحات ادامه داد. در زمینه آموزش، او مدارس زیادی را در داخل قلمرو خود ساخت و افتتاح و گسترش کامل مدرسه‌های قلمرو، کودوکان، را انجام داد، در حالی که در زمینه نظامی، سربازان دهقانی (اولین نمونه در کشور به همراه قلمرو توسا) را استخدام کرد و یک کوره بازتابی برای ساخت توپ (جنگ‌افزار) ساخت.
در سال ۱۸۵۶، او یوکی تومومیچی   را که یکی از رهبران جناح محافظه‌کار محسوب می‌شد، ظاهراً به اتهام رشوه‌خواری و فساد اعدام کرد. این اعدام به دنبال شایعاتی مبنی بر توطئه یوکی و متحدانش برای سرنگونی یا ترور دوم ناری‌آکی صورت گرفت.
اگرچه اجرای مجازات اقتدار ناری‌آکی را نشان داد، اما اقدامی عجولانه بود. به نظر می‌رسد این تمایل پس از آنکه او دست راستش، فوجیتا توکو، را در زلزله بزرگ آنسی ۱۸۵۹ از دست داد، بیشتر آشکار شد.
سامورایی‌های محافظه‌کار همچنان به دلیل «ترویج فرقه‌گرایی» و «مانع شدن اصلاحات» دستگیر و مجازات می‌شدند و تنش‌ها بین جناح‌های محافظه‌کار و اصلاح‌طلب در قلمرو میتو بیشتر افزایش یافت. اندکی پس از آن، جایگاه ناری‌آکی در ادو رو به زوال گذاشت.
در سال ۱۸۵۳، هنگامی که شوگون توکوگاوا ایه‌یوشی درگذشت، توکوگاوا ایه‌سادا جانشین او شد، اما او ۳۰ سال داشت، فرزندی نداشت و از نظر سلامتی در وضعیت نامناسبی بود؛ بنابراین، وقتی مسئله جانشینی شوگون مطرح شد، ناری‌آکی پسر خود، هیتوتسوباشی یوشینوبو /توکوگاوا یوشینوبو، را به عنوان جانشین توصیه کرد.
این امر کسانی را که از توکوگاوا یوشیتومی/توکوگاوا ایه‌موچی، ارباب قلمرو کیشو، را حمایت می کردند را  آزرد و حتی منجر به توبیخ دایمیوهای متحد با ناری‌آکی برای آرام ماندن و صبر کردن و دیدن اوضاع شد. برای آرام کردن اردوی ضد ناری‌آکی، مشاور ارشد آبه، یکی از چهره‌های برجسته آنها، هوتتا ماسایوشی، را به عنوان یکی از مشاوران ارشد توصیه کرد، اما این اقدام نتیجه معکوس داد و باعث ایجاد اختلاف در درون شوگون‌سالاری شد. سامورایی‌های جوانی که از ناری‌آکی حمایت می‌کردند نیز از ارتقای نیروهای ضد ناری‌آکی ناراضی بودند و به شدت اعتراض کردند.
نقطه عطف بزرگی در دولت شوگون‌سالاری با مرگ ناگهانی مشاور ارشد، آبه، در سال ۱۸۵۷ رخ داد. پس از مرگ آبه، که تنها کسی بود که ناری‌آکی را درک می‌کرد، ناری‌آکی در دولت شوگون‌سالاری منزوی شد و در تابستان همان سال از سمت خود به عنوان مشاور دفاع دریایی (مشاور دولت شوگون‌سالاری) استعفا داد. سمت‌های مشاور دفاع دریایی و مشاور اداره شوگون‌سالاری در شوگون‌سالاری، جایگاه غیرقابل اعتماد قلمرو میتو را جبران می‌کرد، اما با استعفای ناری‌آکی، رابطه سیاسی بین شوگون‌سالاری و قلمرو میتو به وضعیتی ناپایدار افتاد.

## پیشنهاد به شوگون‌سالاری مبنی بر فرستادن اعضای شوگون سالاری به ایالات متحده
یکی دیگر از بحران‌های دیپلماتیک که پس از گشایش ژاپن رخ داد، انعقاد یک معاهده تجاری با ایالات متحده بود. این معاهده باعث شکافی جبران‌ناپذیر بین ناری‌آکی و شوگون‌سالاری شد. همچنین باعث درگیری‌های داخلی در قلمرو میتو شد که منجر به کاهش قابل توجه نفوذ آن در سیاست مرکزی شد.
در چهارمین سال از دوره آنسی، شوگون‌سالاری تصمیم گرفت درخواست آمریکا برای یک معاهده تجاری را بپذیرد. در پایان سال، آنها قصد خود را به ناری‌آکی ابلاغ کردند، اما البته ناری‌آکی خشمگین بود. ناری‌آکی متوجه شد که باید در مذاکرات ورق را برگرداند و بنابراین پیشنهادی جسورانه به شوگون‌سالاری ارائه داد.
«اگر می‌توانستید من، یکی از اعضای خانواده شوگون، را به آمریکا بفرستید ،هیچ مدرکی بزرگتر از این برای نشان دادن دوستی وجود ندارد.»
این فقط یک مأموریت دیپلماتیک نبود، بلکه نقشه ناری‌آکی برای هدایت ۳۰۰ تا ۴۰۰ سامورایی، کشاورز و جوان شهرنشین به این منطقه به عنوان یک «سفارت تجاری» بود. ناری‌آکی مدت‌ها از «سفارت تجاری» حمایت می‌کرد، اما فکر می‌کرد با جلب موافقت ایالات متحده برای ترک ژاپن در ازای این مأموریت، ملت الهی ژاپن، از بربرها محافظت خواهد شد.
شوگون‌سالاری از این پیشنهاد گیج شد و عضو ارشد شورا، هوتا ماسایوشی، از ناری‌آکی ابراز بیزاری کرد و او را «آدم بدی» خواند. سپس، هنگامی که تلاشی برای ترور تاونسند هریس توسط سامورایی‌های محلی از قلمرو میتو انجام شد، شوگون‌سالاری به قلمرو میتو مشکوک شد.
در اوایل پنجمین سال دوران آنسی، شوگون‌سالاری به دربار امپراتوری مراجعه کرد و به دنبال تأیید امپراتوری برای این معاهده بود. امتناع دربار امپراتوری ضربه جدی به اقتدار شوگون‌سالاری وارد کرد، اما شوگون‌سالاری، ناری‌آکی و جناح ضد خارجی در میتو را به توطئه برای تحریک امتناع دربار امپراتوری متهم کرد.
بزرگان احساس کردند که برای حل سردرگمی پیرامون منشور و پیشبرد امور، به یک رهبر توانمند برای تقویت قدرت شوگون‌سالاری نیاز دارند و بنابراین ایی نائوسوکه در آوریل همان سال به عنوان مشاور ارشد منصوب شد. ایی، ارباب قلمرو هیکونه در اومی، اربابان موروثی و هاتاموتو را که بیشترین وفاداری را به خانواده توکوگاوا داشتند، رهبری می‌کرد و مصمم بود که با غرب پیمانی منعقد کند.

## مخالفت با پیمان هریس
پس از انتصاب به عنوان مشاور ارشد (تایرو)، ای نائوسوکه  نیروهای ضد پیمان ناری‌آکی را از دولت اخراج کرد و در ۲۹ اوت ۱۸۵۸ عهدنامه دوستی و تجارت بین ایالات متحده آمریکا و ژاپن / پیمان هریس را بدون کسب مجوز امپراتوری منعقد کرد.
با شنیدن این خبر، ناری‌آکی به همراه ارباب قلمرو اوواری، توکوگاوا یوشیتسوگو (که بعدها با نام یوشیکاتسو شناخته شد و از نزدیک با خانواده میتو مرتبط بود) و پسرش، ارباب قلمرو میتو، توکوگاوا یوشی آتسو، بدون اجازه به قلعه ادو رفتند تا از امپراتوری برای این معاهده درخواست مجوز کنند و همچنین پیشنهادی در مورد مسئله جانشینی شوگون به ای نائوسوکه ارائه دادند (یک بازدید بی‌موقع از قلعه).
ای از رفتار بی‌احترامی و نافرمانی ناری‌آکی و دیگران عصبانی بود و همچنین شایعاتی در مورد توطئه ناری‌آکی بر سر جانشینی شوگون‌سالاری شنیده بود، بنابراین درخواست را رد کرد. در ژوئیه همان سال، ناری‌آکی دوباره توسط شوگون‌سالاری تحت حصر خانگی قرار گرفت و جناح طرفدار ناری‌آکی نیز مجازات شد.
نیروهای طرفدار ناری‌آکی (جناح هیتوتسوباشی)، که از مرکز شوگون‌سالاری اخراج شده بودند، در اوت همان سال یک ضدحمله را آغاز کردند. این حمله به شکل یک فرمان امپراتوری مخفی از امپراتور کومی به قلمرو میتو آشکار شد. این فرمان به عنوان «فرمان سلطنتی مخفی بوگو»  شناخته می‌شود.
1. توبیخ به دلیل امضای معاهدات بدون مجوز امپراتوری
2. اعتراض به مجازات ناری‌آکی و دیگران
3. اداره شوگون‌سالاری توسط شورای دایمیو

این یک رویداد بی‌سابقه بود که یک فرمان امپراتوری با چنین محتوایی مستقیماً به قلمرو میتو ارسال شود و شوگون‌سالاری را دور بزند. جناح اصلاح‌طلب (جناح طرفدار امپراتوری و ضد خارجی) قلمرو میتو بر سر نحوه واکنش به این فرمان به یک جناح میانه‌رو و یک جناح رادیکال تقسیم شد و ثبات حکومت این قلمرو را بیش از پیش تضعیف کرد.